# Eunica myrthis
Eunica myrthis är en fjärilsart som beskrevs av Hans Fruhstorfer 1908. Eunica myrthis ingår i släktet Eunica och familjen praktfjärilar. Inga underarter finns listade i Catalogue of Life.